# Tanzwerkstatt Europa
Die Tanzwerkstatt Europa ist ein jährlich in München stattfindendes Festival für internationalen zeitgenössischen Tanz. Seit 1991 präsentiert das Festival über einen Zeitraum von zehn Tagen Anfang August verschiedene aktuelle Tanzproduktionen an unterschiedlichen Spielorten. Das Bühnenprogramm wird durch Publikumsgespräche und weitere themenbezogene Veranstaltungen ergänzt.
Die Tanzwerkstatt Europa besteht seit 1991 und ist das älteste und wichtigste zeitgenössische Tanzfestival der bayerischen Landeshauptstadt. Das Festival bietet sowohl Vorstellungen internationaler Künstler sowie Workshops an und wird von der Produktionsfirma Joint Adventures und dem Kulturreferat der Landeshauptstadt München veranstaltet. Künstlerischer Leiter ist der Tanzproduzent Walter Heun.

## Spielstätten
- Muffathalle
- i-camp/Neues Theater München
- Tanztendenz München
- Bayerisches Staatsballett
- Schwere Reiter

## Bekannte Künstler
Zahlreiche bekannte deutsche und internationale Künstler gastierten bereits bei der Tanzwerkstatt Europa:
| - Simone Aughterlony - Cristina Caprioli - Anna Konjetzky - COMPANY - Thomas Hauert - Jonathan Burrows | - Matteo Fargion - Chisato Ohno - Inaki Azpillaga - Katja Wachter - Oleg Suolimenko | - Liane Simmel - Aiga Keller - João Fiadeiro - Àngels Margarit - Felix Ruckert | - Jérôme Bel - Amanda Miller - Chris Haring - André Gingras - Simon Aughterlony |